# St. Louis Film Critics Association Awards 2006
3. ročník předávání cen asociace St. Louis Film Critics Association se konal dne 7. ledna 2007.

## Vítězové a nominovaní

### Nejlepších deset filmů
- Krvavý diamant
- Skrytá identita
- Dreamgirls
- Vlajky našich otců
- Kauza CIA
- Poslední skotský král
- Zápisky o skandálu
- Královna
- Let číslo 93

### Nejlepší film
Skrytá identita
- Krvavý diamant
- Dreamgirls
- Vlajky našich otců
- Kauza CIA
- Poslední skotský král
- Zápisky o skandálu
- Královna
- Let číslo 93

### Nejlepší cizojazyčný film
Faunův labyrint 
- Apocalypto
- Životy těch druhých
- Člověk bez osudu
- Volver
- Tři časy

### Nejlepší režie
Martin Scorsese – Skrytá identita
- Bill Condon – Dreamgirls
- Robert De Niro – Kauza CIA
- Clint Eastwood – Vlajky našich otců
- Clint Eastwood – Dopisy z Iwo Jimy
- Stephen Frears – Královna
- Paul Greengrass – Let číslo 93
- Edward Zwick – Krvavý diamant

### Nejlepší scénář
Královna – Peter Morgan
- Bobby – Emilio Estevez
- Skrytá identita – William Monahan
- Jako malé děti – Todd Field
- Malá Miss Sunshine – Michael Arndt
- Zápisky o skandálu – Patrick Marber
- Děkujeme, že kouříte – Jason Reitman

### Nejlepší herec v hlavní roli
Forest Whitaker – Poslední skotský král 
- Leonardo DiCaprio – Krvavý diamant
- Leonardo DiCaprio – Skrytá identita
- Matt Damon – Kauza CIA
- Aaron Eckhart – Děkujeme, že kouříte
- Ryan Gosling – Half Nelson
- Edward Norton – Barevný závoj
- Will Smith – Štěstí na dosah

### Nejlepší herečka v hlavní roli
Helen Mirren – Královna
- Annette Bening – Hlava nehlava
- Juliette Binoche – Dveře dokořán
- Judi Dench – Zápisky o skandálu
- Kate Winslet – Jako malé děti

### Nejlepší herec ve vedlejší roli
Djimon Hounsou – Krvavý diamant
- Ben Affleck – Hollywoodland
- Adam Beach – Vlajky našich otců
- Steve Carell – Malá Miss Sunshine
- Chalo Gonzales – Patnáctiletá
- Eddie Murphy – Dreamgirls
- Jack Nicholson – Skrytá identita

### Nejlepší herečka ve vedlejší roli
Jennifer Hudson – Dreamgirls
- Cate Blanchett – Zápisky o skandálu
- Abigail Breslin – Malá Miss Sunshine
- Jill Clayburgh – Hlava nehlava
- Shareeka Epps – Half Nelson
- Rinko Kikuchi – Babel
- Meryl Streep – Ďábel nosí Pradu
- Lili Taylor – Faktótum

### Nejlepší animovaný nebo dětský film
Auta
- Šarlotina pavučinka
- Happy Feet
- V tom domě straší
- Za plotem

### Nejlepší kamera
Barevný závoj
- Babel
- Krvavý diamant
- Skrytá identita
- Vlajky našich otců
- Hollywoodland
- Dopisy z Iwo Jimy

### Nejlepší vizuální/speciální efekty
Piráti z Karibiku: Truhla mrtvého muže
- Fontána
- Faunův labyrint
- V jako Vendeta
- Superman se vrací
- Okrsek 13

### Nejlepší dokument
Nepříjemná pravda
- Zbav nás všeho zlého
- The Heart of the Game
- Iraq for Sale: The War Profiteers
- Why We Fight

### Nejpřehlíženější film
Running with Scissors
- Zmizení
- Spojeni navždy
- Horská hlídka
- Držte krok se Steinovými
- Chraň nás od zlého
- Samotář Jim

### Nejoriginálnější, inovativní film
Let číslo 93
- Nauka o snech
- Malá Miss Sunshine
- Zmizení
- Jako malé děti
- Zen Noir
- Faunův labyrint